# Frank Capra
Francesco Rosario (Frank) Capra (Bisacquino, 18 mei 1897 – La Quinta, 3 september 1991) was een Amerikaanse filmregisseur, algemeen beschouwd als een van de belangrijkste regisseurs van de jaren dertig en veertig. Hij wordt gezien als grondlegger van twee succesvolle filmgenres: de romantische komedie en de feelgoodfilm.
Zijn films kenmerken zich door een zeer positieve, soms kinderlijk naïeve kijk op de wereld en een voorliefde voor de kleinburgerlijke wereld van de gewone mens. De grote wereld waarin alles draait om macht en geld wordt vaak op satirische wijze bekritiseerd. Daarnaast zijn zijn films ook te herkennen aan een duidelijke voorliefde voor de Verenigde Staten. Als filmmaker schuwde Capra er niet voor om een flinke dosis nationalisme en patriottisme in zijn films te verwerken.
Hoewel Capra meer dan dertig films maakte leeft zijn naam vooral voort door vier films die tegenwoordig als klassiekers worden beschouwd: It Happened One Night (1934), Mr. Deeds Goes to Town (1936), Mr. Smith Goes to Washington (1939) en It's a Wonderful Life (1947).

## Biografie
Frank Capra werd geboren in 1897 in Bisacquino, een plaatsje op Sicilië, Italië. In 1903 verhuisde hij met zijn familie naar Los Angeles, Californië. Daar studeerde hij af in chemische technologie aan het Throop Institute, later het California Institute for Technology. Tijdens de Eerste Wereldoorlog diende hij in het leger, maar kreeg de Spaanse griep en werd ontslagen.
Na de oorlog begon hij te werken als figurant in verscheidene films, waarna hij ervaring opdeed bij montage en regie van korte films. Op 25 november 1923 trouwde hij met Helen Howell. In januari 1924 werd hij door Hal Roach ingehuurd als scenarist van Our Gang-filmpjes (in Nederland beter bekend als de Boefjes). Frank Capra wilde regisseur worden, maar Hal Roach weigerde, waarna Frank Capra ontslag nam en begon te werken voor Mack Sennett, in 1925. Deze liet hem scenario's schrijven voor films met Harry Langdon (de "vierde grote stomme komedieacteur") in de hoofdrol. Nadat ook Sennett Capra had ontslagen, kreeg hij een baan bij Langdon, eerst als scenarist, en later als regisseur.
In 1927 werd hij ook daar ontslagen, toen Langdon besloot zichzelf te regisseren, waarna hij ging werken bij Columbia. Deze productiemaatschappij werd in de jaren dertig groot door het succes van de films van Capra. Hier begon een samenwerking met de scenarist Robert Riskin. In 1933 brak hij definitief door met Lady for a Day, waarvoor hij een Oscarnominatie kreeg. Het jaar daarop volgde zijn eerste grote mijlpaal. De romantische komedie It Happened One Night, met Clark Gable en Claudette Colbert, was een groot succes, wat onder andere resulteerde in vijf Oscars. It Happened One Night was de eerste film die de vijf belangrijkste Oscars won, namelijk Beste Film, Beste Regie (voor Capra), Beste Mannelijke Hoofdrol (voor Gable), Beste Vrouwelijke Hoofdrol (voor Colbert) en Beste Scenario (voor Riskin).
De daaropvolgende jaren volgde een serie van komedies met een moraal en serieuze drama's, als Mr. Deeds Goes to Town (1936), Lost Horizon (1937), You Can't Take It with You (1938) en Mr. Smith Goes to Washington (1939). Al deze films werden genomineerd voor meerdere Oscars, waaronder die voor Beste Film. Veel van deze films gingen over "de kleine man die vocht tegen het systeem". Hierna vertrok hij van Columbia naar Warner Bros, waar hij onder andere de komedie Arsenic and Old Lace maakte. Deze film werd pas in 1944 uitgebracht.
Tijdens de Tweede Wereldoorlog maakte hij een reeks oorlogsdocumentaires, de Why We Fight-serie. Deze succesvolle propaganda probeerde aan het Amerikaanse volk uit te leggen o.a. waarom de Verenigde Staten meededen aan de Tweede Wereldoorlog en de kant van de Communistische Russen koos. Kolonel Frank Capra werd onderscheiden met de Army Distinguished Service Medal.
Na de oorlog begon hij samen met William Wyler en George Stevens Liberty Pictures. Zijn bekendste film, de kerstmisklassieker It's a Wonderful Life, was een grote flop in de bioscopen, maar vond later zijn publiek op de televisie. Met uitzondering van It's a Wonderful Life konden andere naoorlogse films niet het niveau van zijn vooroorlogse films bereiken, en had de filmmaker moeite met het bereiken van een nieuw publiek. In 1961 maakte hij zijn laatste film, Pocketful of Miracles.
Op 3 september 1991 stierf Frank Capra in zijn slaap aan een hartaanval in La Quinta, Californië. Hij werd 94 jaar.

## Prijzen
Frank Capra is zes keer genomineerd geweest voor de Oscar voor Beste Regie, en heeft hem uiteindelijk drie keer gewonnen, voor It Happened One Night (in 1935), Mr. Deeds Goes to Town (in 1937) en You Can't Take It with You (in 1939). Voor de eerste en laatste heeft hij ook de Academy Award voor Beste Film gewonnen. In 1947 won hij een Golden Globe voor de regie van It's a Wonderful Life.

## Filmografie
- 1926: The Strong Man
- 1927: For the Love of Mike
- 1927: Long Pants
- 1928: The Power of the Press
- 1928: Say It with Sables
- 1928: So This Is Love?
- 1928: Submarine
- 1928: The Way of the Strong
- 1928: That Certain Thing
- 1928: The Matinee Idol
- 1929: Flight
- 1929: The Donovan Affair
- 1929: The Younger Generation
- 1930: Rain or Shine
- 1930: Ladies of Leisure
- 1931: Dirigible
- 1931: The Miracle Woman
- 1931: Platinum Blonde
- 1932: Forbidden
- 1932: American Madness
- 1933: The Bitter Tea of General Yen
- 1933: Lady for a Day
- 1934: It Happened One Night
- 1934: Broadway Bill
- 1936: Mr. Deeds Goes to Town
- 1937: Lost Horizon
- 1938: You Can't Take It with You
- 1939: Mr. Smith Goes to Washington
- 1941: Meet John Doe
- 1944: Arsenic and Old Lace
- 1946: It's a Wonderful Life
- 1948: State of the Union
- 1950: Riding High
- 1951: Here Comes the Groom
- 1959: A Hole in the Head
- 1961: Pocketful of Miracles

- Bibsys: 90236917
- Biblioteca Nacional de España: XX1139461
- Bibliothèque nationale de France: cb11895090j (data)
- Catàleg d'autoritats de noms i títols de Catalunya: 981058594959006706
- CiNii: DA01255153
- Gemeinsame Normdatei: 119066211
- International Standard Name Identifier: 0000 0001 2276 7999
- Library of Congress Control Number: n79148917
- Nationale Bibliotheek van Letland: 000235316
- MusicBrainz: b74e7e24-ed9d-47fb-ac24-e22f3e2da8e9
- National Archives and Records Administration: 10580418
- Bibliotheek van het Japanse parlement: 01241803
- Nationale Bibliotheek van Tsjechië: ola2002158377
- Nationale bibliotheek van Australië: 35025754
- Nationale Bibliotheek van Israël: 987007277705905171
- Nationale Bibliotheek van Polen: a0000001053009
- Nederlandse Thesaurus van Auteursnamen: 072798939
- Istituto Centrale per il Catalogo Unico: CFIV096046
- LIBRIS: 182735
- SNAC: w64j0qsk
- Système universitaire de documentation: 027999742
- Trove: 799421
- Union List of Artist Names: 500330913
- Virtual International Authority File: 14767184
- WorldCat: E39PBJmXDdvqdrYKwVHXypRBT3

The Strong Man (1926) · For the Love of Mike (1927) · Long Pants (1927) · The Power of the Press (1928) · Say It with Sables (1928) · So This Is Love? (1928) · Submarine (1928) · The Way of the Strong (1928) · That Certain Thing (1928) · The Matinee Idol (1928) · Flight (1929) · The Donovan Affair (1929) · The Younger Generation (1929) · Rain or Shine (1930) · Ladies of Leisure (1930) · Dirigible (1931) · The Miracle Woman (1931) · Platinum Blonde (1931) · Forbidden (1932) · American Madness (1932) · The Bitter Tea of General Yen (1933) · Lady for a Day (1933) · It Happened One Night (1934) · Broadway Bill (1934) · Mr. Deeds Goes to Town (1936) · Lost Horizon (1937) · You Can't Take It with You (1938) · Mr. Smith Goes to Washington (1939) · Meet John Doe (1941) · Arsenic and Old Lace (1944) · It's a Wonderful Life (1946) · State of the Union (1948) · Riding High (1950) · Here Comes the Groom (1951) · A Hole in the Head (1959) · Pocketful of Miracles (1961)